# Förlorade ägg

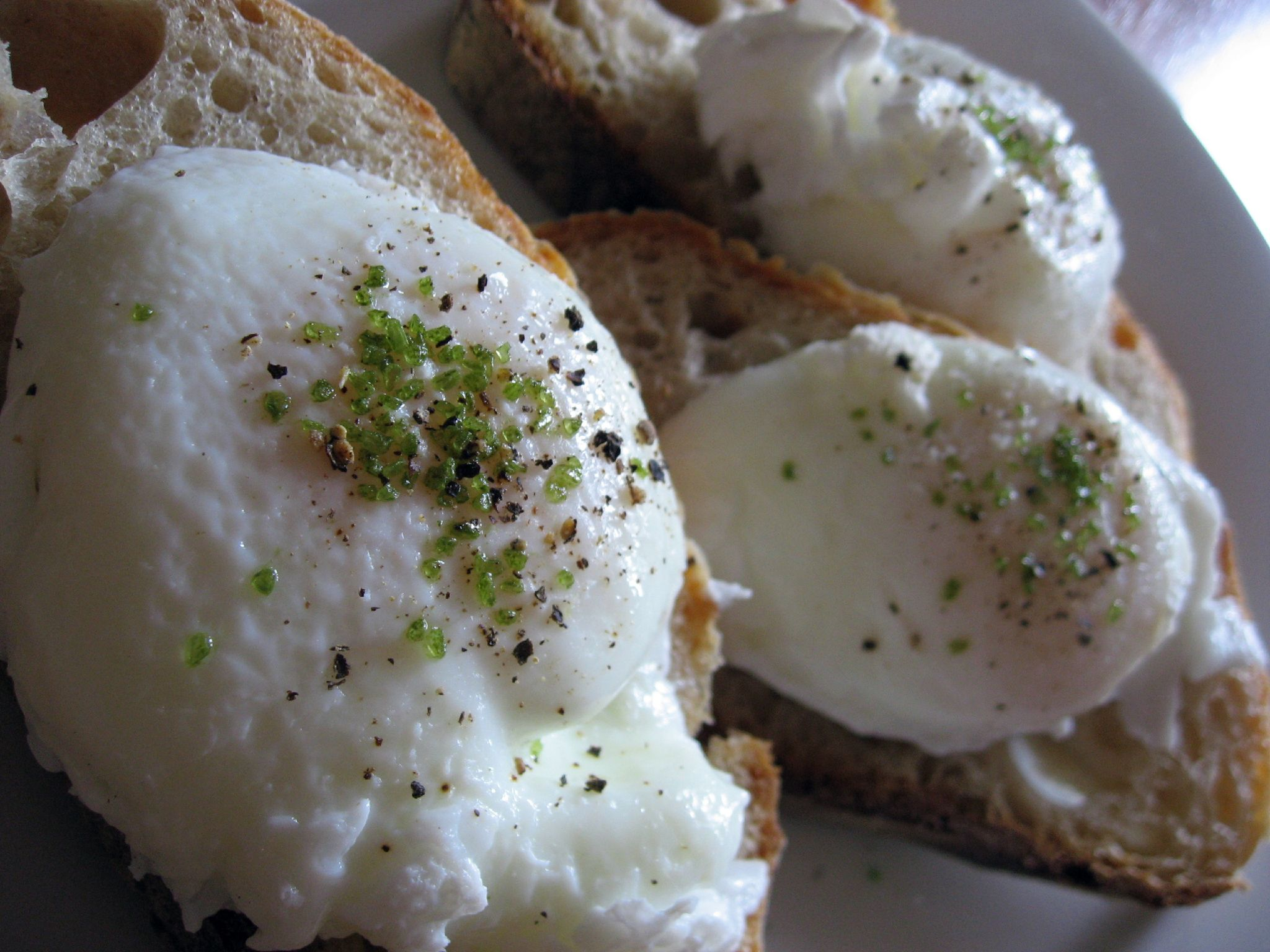
Förlorade ägg

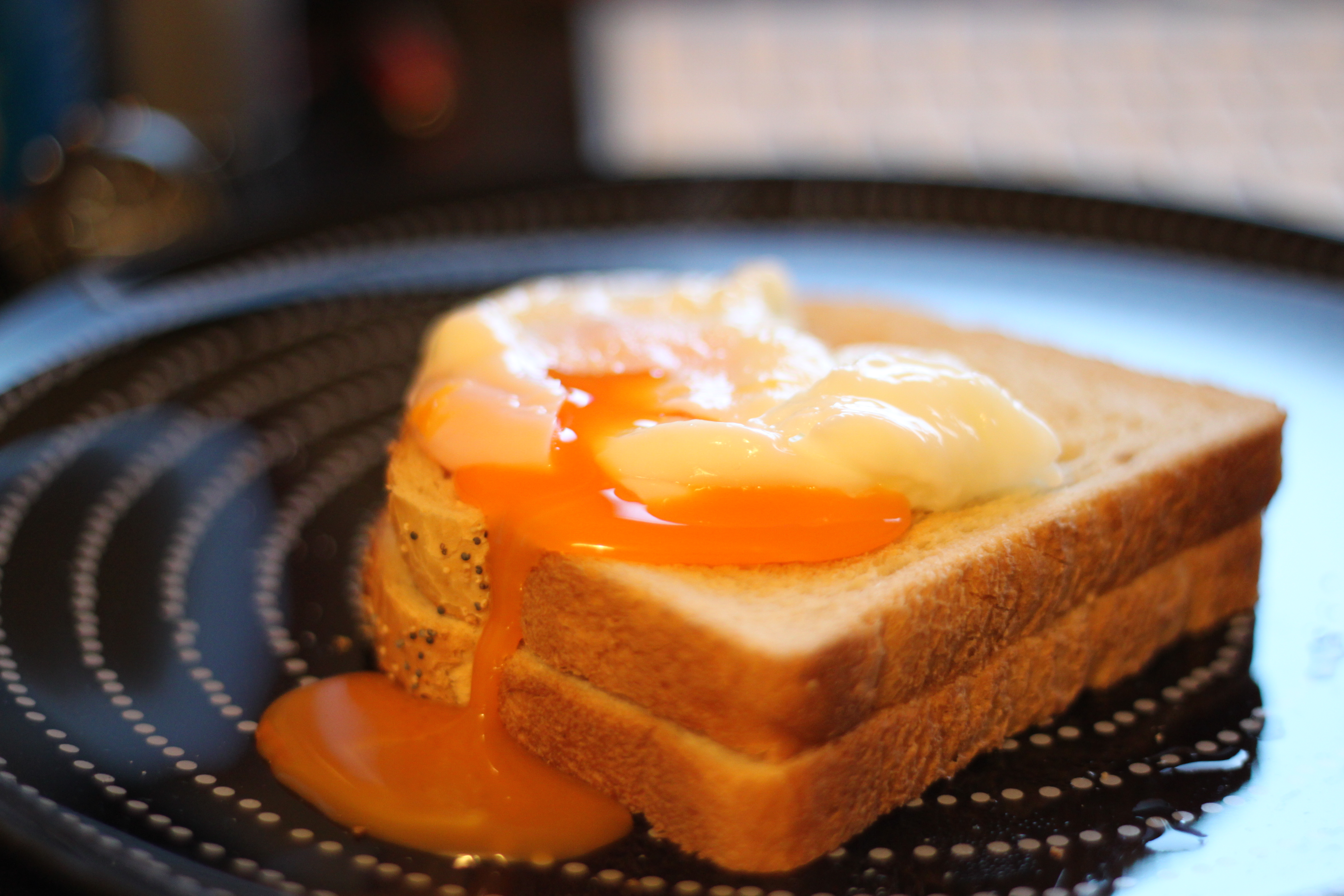
Ett förlorat ägg på 2 skivor rostat bröd.

Förlorade ägg, eller pocherade ägg, kallas den maträtt där ägg får sjuda utan skal. Man kan skilja på helförlorade eller halvförlorade. På halvförlorade skall gulan synas och pocheras med lite vatten i kastrullen. De helförlorade äggen skall sjuda i mycket vatten för att hela gulan skall bli täckt av äggvitan. Äggen måste vara färska för att inte för mycket av vitan skall flyta ut. Förlorade ägg används bland annat när man gör Ägg Benedict. 